# Habronattus dorotheae
Habronattus dorotheae là một loài nhện trong họ Salticidae.
Loài này thuộc chi Habronattus. Habronattus dorotheae được Willis J miêu tả năm 1936. Gertsch & Mulaik.